# Steve Davis
Steve Davis (Plumstead, 22 agosto 1957) è un giocatore di snooker inglese.
Professionista dal 1978 al 2016, Davis ha vinto più titoli professionistici in questo sport, dopo il connazionale Ronnie O'Sullivan, tra cui sei campionati del mondo nel 1981, 1983, 1984, 1987, 1988 e 1989 quando è stato il numero uno al mondo per sette anni consecutivi e ha raggiunto otto finali mondiali, diventando il primo milionario in questo sport. Anche se non ha vinto un torneo importante dal 1997, Davis ha continuato a giocare a biliardo ad alto livello. Era ancora nel ranking tra i top 16 al mondo all'età di 50 anni e classificato al nº 23 per la stagione 2009/10. Nel campionato mondiale del 2010 è arrivato ai quarti di finale, sconfitto solo dal vincitore di quell'anno, Neil Robertson. Nel 2011 è stato inserito nella Hall of Fame della World Professional Billiards and Snooker Association. Svolge anche l'attività di analista e occasionalmente di commentatore televisivo per la BBC. È inoltre apparso in alcuni episodi della Serie TV inglese The Increasingly Poor Adventures of Todd Margaret, interpretando sé stesso.

## Carriera
Steve Davis diventa professionista nel 1978 e già 2 anni dopo vince lo UK Championship contro Alex Higgins 16-6, arrivando addirittura a vincere il Mondiale a fine stagione. L'inglese ripeté il successo allo UK Championship nella stagione seguente trionfando 2 mesi dopo anche al The Masters di Londra battendo il gallese Terry Griffiths come al precedente torneo citato. Nella stagione 1982-1983 Davis trionfa al Campionato mondiale per la seconda volta in carriera battendo Cliff Thorburn sonoramente per 18-6 e ottenendo a fine torneo il primo posto in classifica. Il giocatore britannico vinse anche l'edizione successiva ma perse le edizioni 1985 e 1986 rifacendosi trionfando allo UK Championship.
Nelle stagioni 1986-1987 e 1987-1988 Davis fece doppietta tra Mondiale e Campionato del Regno Unito ottenendo nel 1988 il successo anche al Masters e completando la Tripla Corona. Tra l'altro in quest'anno e in quello successivo Davis trionfa nella World Cup. L'inglese trovò anche il torneo Non-Ranking Matchroom League per completare i già tanti tornei vinti, ottenendo la vittoria nel 1987, 1988, 1989 e 1990. Nella stagione 1988-1989 Davis conquistò il 6º ed ultimo Mondiale in carriera travolgendo John Parrott 18-3. Negli anni successivi Davis perse le posizioni di punta nella classifica uscendo dalla Top 16 nella stagione 2008-2009 dopo aver conquistato l'ultimo Masters nel 1997, mentre la sua ultima finale in carriera da professionista è stata quella persa allo UK Championship 2005 contro il giovane emergente Ding Junhui.
Nel Mondiale 2010 Davis stupì tutti riuscendo a battere il campione in carica John Higgins per poi fermarsi ai quarti contro l'australiano Neil Robertson, poi vincitore della competizione, per 13-5. Sempre nel 2010 partecipò al Campionato mondiale seniores perdendo contro Jimmy White e l'anno successivo contro Darren Morgan, riuscendo a trionfare nel 2013 battendo Niegel Bond. Sceso al 108º posto nella classifica nella stagione 2015-2016 decide di ritirarsi dopo aver perso il turno di qualificazione al Mondiale contro Fergal O'Brien chiudendo la carriera con 29 titoli Ranking e 55 Non-Ranking.

### Break Massimi da 147: (1)
| Anno | Avversario   | Competizione |
| ---- | ------------ | ------------ |
| 1982 | John Spencer | Classic      |

## Tornei vinti
| TITOLI RANKING      | TITOLI RANKING                          |
| ------------------- | --------------------------------------- |
| Competizione        | Anno                                    |
| Campionato Mondiale | 1981 - 1983 - 1984 - 1987 - 1988 - 1989 |
| UK Championship     | 1980 - 1981 - 1984 - 1985 - 1986 - 1987 |
| International Open  | 1983 - 1984 - 1987 - 1988 - 1989        |
| The Classic         | 1984 - 1987 - 1988                      |
| Grand Prix          | 1985 - 1988                             |
| British Open        | 1986 - 1993                             |
| Asian Open          | 1992                                    |
| European Open       | 1992                                    |
| Welsh Open          | 1994 - 1995                             |

| TITOLI NON-RANKING                  | TITOLI NON-RANKING                                    |
| ----------------------------------- | ----------------------------------------------------- |
| Competizione                        | Anno                                                  |
| The Masters                         | 1982 - 1988 - 1997                                    |
| The Classic                         | 1980 - 1983                                           |
| English Professional Championship   | 1981 - 1985                                           |
| International Open                  | 1981                                                  |
| Pontins Professional                | 1982                                                  |
| Pot Black                           | 1982 - 1983 - 1991 - 1993                             |
| Scottish Masters                    | 1982 - 1983 - 1984                                    |
| International Masters               | 1982 - 1984                                           |
| Irish Masters                       | 1983 - 1984 - 1987 - 1988 - 1990 - 1991 - 1993 - 1994 |
| Hong Kong Masters                   | 1984 - 1987                                           |
| Singapore Masters                   | 1985                                                  |
| Canadian Masters                    | 1986                                                  |
| Matchroom League                    | 1987 - 1988 - 1989 - 1990                             |
| Matchroom Professional Championship | 1988                                                  |
| World Matchplay                     | 1988                                                  |
| Norwich Union Grand Prix            | 1988                                                  |
| European Masters League             | 1991                                                  |
| London Masters                      | 1991                                                  |
| Thailand Masters                    | 1992                                                  |
| Indian Masters                      | 1992                                                  |
| China International                 | 1997                                                  |
| Red Bull Super Challenge            | 1998                                                  |
| Campionato mondiale degli anziani   | 2013                                                  |
| Irish Masters degli anziani         | 2018                                                  |

| IN SQUADRA   | IN SQUADRA |
| ------------ | --- |
| Competizione | Anno |
| World Cup    | 1981 (con John Spencer e David Taylor) - 1983 (con Tony Knowles e Tony Meo) - 1988 - 1989 (con Jimmy White e Neal Foulds) |

## Finali perse
| TITOLI RANKING      | TITOLI RANKING            |
| ------------------- | ------------------------- |
| Competizione        | Anno                      |
| Campionato Mondiale | 1985 - 1986               |
| UK Championship     | 1983 - 1989 - 1990 - 2005 |
| Canadian Masters    | 1988                      |
| Dubai Classic       | 1990 - 1993               |
| Grand Prix          | 1991                      |
| International Open  | 1993 - 1995               |
| Thailand Masters    | 1994                      |
| Welsh Open          | 2004                      |

| TITOLI NON-RANKING                  | TITOLI NON-RANKING |
| ----------------------------------- | ------------------ |
| Competizione                        | Anno               |
| Northern Ireland Classic            | 1981               |
| The Classic                         | 1982               |
| Irish Masters                       | 1982 - 1996        |
| Thailand Masters                    | 1983               |
| Singapore Masters                   | 1984               |
| Hong Kong Masters                   | 1985               |
| Canadian Masters                    | 1985               |
| Australian Masters                  | 1986               |
| Matchroom Professional Championship | 1986               |
| Dubai Masters                       | 1988               |
| Norwich Union Grand Prix            | 1990               |
| Centeneray Challenge                | 1990               |
| Matchroom League                    | 1991 - 1992        |
| European Challenge                  | 1991               |
| Scottish Masters                    | 1991               |
| World Matchplay                     | 1991 - 1992        |
| Ghangzhou Masters                   | 1996               |
| European League                     | 1996               |
| Campionato Mondiale degli anziani   | 2010 - 2011        |

| IN SQUADRA   | IN SQUADRA                                                               |
| ------------ | ------------------------------------------------------------------------ |
| Competizione | Anno                                                                     |
| World Cup    | 1982 (con Jimmy White e Tony Knowles) 1985 (con Tony Knowles e Tony Meo) |